# Rochelle Aytes
Rochelle Aytes (ur. 17 maja 1976 w Nowym Jorku) – amerykańska aktorka, wystąpiła m.in. w filmach Moja wielka wściekła rodzina, Upiorna noc halloween i  Agenci bardzo specjalni.

## Filmografia

### Filmy
| Rok  | Tytuł                        | Rola           | Uwagi                          |
| ---- | ---------------------------- | -------------- | ------------------------------ |
| 2004 | Agenci bardzo specjalni      | Denise Porter  |                                |
| 2006 | Moja wielka wściekła rodzina | Lisa           |                                |
| 2007 | Upiorna noc halloween        | Maria          |                                |
| 2011 | The Inheritance              | Lily           |                                |
| 2014 | The Butterfly Chasers        | Diana Lee      |                                |
| 2015 | My Favorite Five             | Hailey Colburn |                                |
| 2020 | Magiczne wakacje             | Zoe Moses      |                                |
| 2022 | All the Men in My Life       | Tish Helms     | inny tyt. Miss Havisham Effect |

### Seriale (bez ról gościnnych)
| Rok       | Tytuł                          | Rola                | Uwagi          |
| --------- | ------------------------------ | ------------------- | -------------- |
| 2007      | Drive                          | Leigh Bartnhouse    | w gł. obsadzie |
| 2009–2010 | Bezimienni                     | Grace Russell       | w gł. obsadzie |
| 2010–2011 | Detroit 1-8-7                  | Alice Williams      | 5 odc.         |
| 2011      | Gotowe na wszystko             | Amber James         | 3 odc.         |
| 2012      | Facet też kobieta              | Vanessa             | w gł. obsadzie |
| 2013–2016 | Kochanki                       | April Malloy        | w gł. obsadzie |
| 2013–2016 | Zabójcze umysły                | Savannah Morgan     | 10 odc.        |
| 2017–2018 | Designated Survivor            | senator Cowling     | 3 odc.         |
| 2018–2019 | Hawaje 5-0                     | agentka Greer       | 4 odc.         |
| 2019      | Noc oczyszczenia               | Michelle Moore      | w gł. obsadzie |
| 2019–2024 | S.W.A.T. – jednostka specjalna | Nichelle Carmichael | w gł. obsadzie |
| 2025      | Watson                         | dr Mary Morstan     | w gł. obsadzie |